# A Tree, a Rock, a Cloud

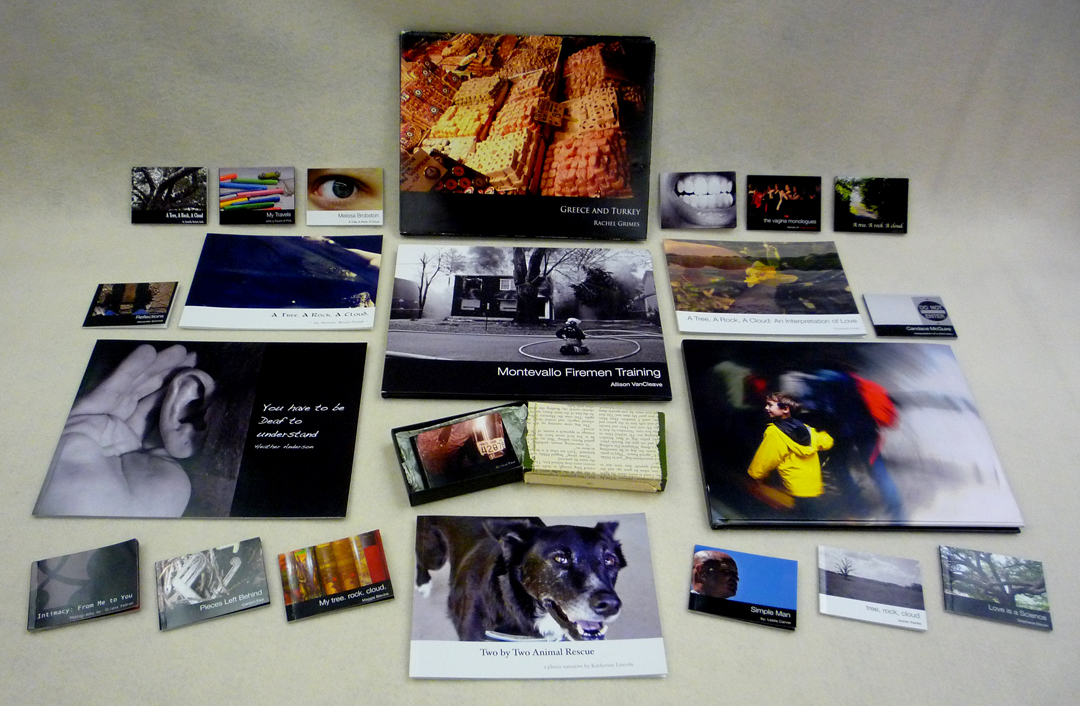
Studentisches Fotoprojekt der Carmichael Bibliothek in Zusammenarbeit mit der Kunstfakultät der Universität von Montevallo, Alabama, als visuelle Rezeption von Carson McCullers‘ Kurzgeschichte A Tree, A Rock, A Cloud im Januar 2011

A Tree, a Rock, a Cloud (dt. Ein Baum, ein Felsen, eine Wolke, übersetzt von Elisabeth Schnack) ist eine Kurzgeschichte der amerikanischen Schriftstellerin Carson McCullers, die 1941 nach ihrem ersten Schlaganfall entstanden ist und im November 1942 in Harper’s Bazaar erstveröffentlicht wurde. Die Geschichte wurde dann 1951 in den Sammelband The Ballad of the Sad Café (dt. Die Ballade vom traurigen Café, übersetzt von Elisabeth Schnack, 1961) aufgenommen und seitdem in verschiedenen Anthologien publiziert.
In A Tree, a Rock, a Cloud thematisiert Carson McCullers in knapper, exemplarisch verdichteter Form die in das Gewand einer „science of love“ gekleidete Lebenslüge eines einsamen alten Mannes, der das Scheitern der Liebesbeziehung seines Lebens mit einer gleichsam nihilistischen, vernichtenden Lebens- und Liebesphilosophie einem ihm unbekannten Jungen gegenüber nachträglich zu rechtfertigen versucht. Der Junge, der noch an der Schwelle von der Kindheit zum Erwachsenwerden steht, ist jedoch unfähig, ihn in irgendeiner Weise zu verstehen; die Bemühungen des alten Mannes um Verständigung oder Kommunikation bleiben daher einseitig monologisch und sind von vornherein zum Scheitern verurteilt.

## Inhalt
Die Erzählung spielt bei regnerischem Wetter frühmorgens kurz vor Tagesanbruch in Leos Café, das die ganze Nacht durchgehend geöffnet ist. Ein namenlos bleibender, ungefähr 12-jähriger Zeitungsjunge sucht vor dem Ende des Austragens der Zeitungen Leos Café auf, um eine Tasse Kaffee zu trinken. In dem Café sind zu diesem Zeitpunkt nur wenige schweigsame Gäste anwesend; neben einigen Soldaten haben drei Arbeiter einer nahe gelegenen Baumwollspinnerei hier vor dem Beginn ihrer Frühschicht Zuflucht gefunden. Darüber hinaus befindet sich ein älterer Mann in dem Café, der allein an einem Tisch sein Bier trinkt.
Der schlecht gelaunte Café-Besitzer schenkt dem Jungen wenig Aufmerksamkeit; als dieser im Begriff ist, das Café wieder zu verlassen, ruft der ältere Mann ihn zu sich an den Tisch. Unvermittelt erklärt er sodann dem überraschten Jungen, dass er ihn liebe (The man said slowly: ’I love you‘, S. 148). Obwohl die übrigen Gäste darüber lachen, ist es dem Mann sehr ernst. Der Junge ist verwirrt und unsicher, setzt sich dann jedoch neben den alten Mann. Dieser holt zwei verblichene Fotos einer Frau aus seiner Hüfttasche und fordert den Jungen auf, sie sorgfältig anzuschauen.
Danach erklärt er dem Jungen, die Frau auf den Fotos sei seine frühere Frau, und beginnt traurig seine Geschichte zu erzählen. Er habe im Alter von 51 Jahren die damals dreißigjährige Frau, die er sehr geliebt habe und von der er angenommen habe, dass sie ihn ebenfalls liebe, nur drei Tage nach dem Kennenlernen zwölf Jahre zuvor geheiratet.
Nach „einem Jahr, neun Monaten, drei Tagen und zwei Nächten“ (S. 150) habe sie ihn freilich verlassen, um ein neues Leben mit einem anderen Mann zu beginnen. Obwohl sie zu Hause alle Annehmlichkeiten und Luxus gehabt habe, sei sie, wie ihm nachträglich bewusst geworden sei, unzufrieden gewesen.
Die Frau habe ihm alles bedeutet, sie sei so etwas wie ein Montageband für seine Seele („something like an assembly line for my soul“, S. 151) gewesen. Nachdem sie ihn verlassen habe, sei er zwei Jahre durch das Land gereist und habe alles nur Erdenkliche unternommen, um sie wiederzufinden. Im dritten Jahr nach der Trennung sei indes etwas äußerst Seltsames geschehen. Nachdem er zunächst wie im Wahn („kind of mania“, S. 152 f.) nur den einen Gedanken gehabt habe, sie zurückzugewinnen, habe er in seiner Erinnerung ihr Bild selber nicht mehr hervorrufen können. Immer wenn er sich auf sein Bett gelegt und versucht habe, an sie zu denken, seien seine Erinnerungen und Gedanken wie ausgelöscht gewesen („my mind became a blank“, S. 153).
Allerdings hätten beliebige äußere Gegenstände oder Erscheinungen, wie z. B. ein Stück Glass auf dem Bürgersteig, ein Geldstück in einer Musikbox oder ein Schatten nachts an der Wand, unwillkürlich die Erinnerung an sie wieder wachgerufen; fortan habe er nicht mehr das Land nach ihr durchkämmt, sondern sie habe ihn eben in „seiner Seele verfolgt“ („she began to chase me around in my very soul“, S. 153).
Er sei in dieser schrecklichen Phase seines Lebens todkrank („sick mortal“, S. 153) geworden, habe angefangen zu „trinken, herumzuhuren und jede Sünde zu begehen, die ihn plötzlich gereizt habe“ („I boozed, I fornicated, I committed any sin that suddenly appealed to me“, S. 153).
Im fünften Jahr nach dem Verlust seiner Frau habe er dann begonnen über die Liebe zu meditieren und sie zu ergründen („I meditated on love and reasoned it out“, S. 154). Derart habe er seine „Wissenschaft der Liebe“ (I am talking about love. With me it is a science, S. 150 und 154) entwickelt, die ihm Ruhe und (Seelen-)Frieden („peace“, S. 154) verschafft habe. Ohne diese Wissenschaft sei es für einen Mann äußerst gefährlich („most dangerous“, S. 155), sich als allererstes in eine Frau zu verlieben, da dies bedeute, am falschen Ende der Liebe zu beginnen („They fall in love with a woman. [...] They start at the wrong end of love“, S. 155).
Die Liebe sollte für einen Mann stattdessen, wie er dem Jungen im Flüsterton anvertraut, mit „einem Baum, einem Felsen und einer Wolke“ beginnen (’Son, do you know how love should be begun?‘ [...] ’A tree. A rock. A cloud.‘, S. 155).
Zu dem Zeitpunkt, als er nach seiner Meditation diese Wissenschaft der Liebe entwickelt habe, sei er sehr vorsichtig gewesen. Er habe einen Goldfisch gekauft, sich auf diesen Goldfisch konzentriert und ihn geliebt. Dann sei er von einer Sache zur nächsten fortgeschritten und habe seine Technik Tag für Tag weiterentwickelt, so dass er sie nun meisterhaft beherrsche (S. 155 f.). Er könne nun irgendetwas lieben, alles und jeden („I can love anything. Everything, son. And anybody.“, S. 156).
Auf die schüchterne, sein Unverständnis spiegelnde Frage des Jungen, ob er seine Frau jemals wiedergefunden oder sie je wieder geliebt habe, erwidert der alte Mann nur, dieses sei „der letzte Schritt in seiner Wissenschaft“ und er sei noch nicht ganz bereit dazu („You see that is the last step in my science. And I am not quite ready yet.“, S. 156).
Mit einem strahlenden Lächeln („bright smile“, S. 156) verlässt der alte Mann daraufhin selbstzufrieden das Café, nicht ohne zu wiederholen, dass er den Jungen liebe.
Verunsichert schweigt der 12-Jährige längere Zeit und fragt dann den Café-Besitzer, ob der alte Mann betrunken oder rauschgiftsüchtig sei, was Leo in kurzer Form verneint. Die nachfolgende Frage des Jungen, ob der Mann denn verrückt sei, lässt er unbeantwortet. Der Junge verlässt danach verwirrt und verständnislos das Café mit der abschließenden Bemerkung: Er [der alte Mann] ist sicherlich viel gereist („He sure has done a lot of travelling.“, S. 157).

## Interpretationsansatz
Das Café als Schauplatz der Rahmenhandlung von A Tree, a Rock, a Cloud wird von dem auktorialen Erzähler im Gegensatz zu der „rauen, leeren“ Straße draußen („the raw, empty street“, S. 147) als „freundlich und hell“ („friendly and bright“, S. 147) beschrieben und stellt einen beruhigenden, hoffnungsvollen Ort der Zuflucht in einer unwirtlichen, tristen Umwelt dar. Die Soldaten wie auch die Arbeiter aus der Baumwollspinnerei verweisen ebenso wie die Fabriksirene, die die Frühschicht ankündigt, auf eine künstlich bzw. kunstvoll geordnete Welt von Kaserne und Café; die Baumwollspinnerei wie auch die Route der Wanderung des alten Mannes deuten zusätzlich auf den südstaatlichen geographischen Hintergrund der Autorin.
Die Figur des adoleszenten Zeitungsjungen an der Schwelle von der Kindheit zum Erwachsenwerden weist über die rein atmosphärische Gestaltung hinaus auf die eigentliche, zentrale Thematik von Carson McCullers: die Verwirrung und Ratlosigkeit der Initiation in der unvermittelten Konfrontation mit der „science of love“ des auf der „Durchreise“ befindlichen alten Mannes. Dessen rahmenartig das Gespräch der beiden einleitende und abschließende Bemerkung „I love you“ bringt sein Verständnis der Liebe als einer einseitigen, rein platonischen Beziehung zum Ausdruck, von der nur der selbstsüchtig Liebende zu profitieren vermag, und wiederholt thematisch zugleich die Ansichten bzw. die Doktrin der Autorin, die sich gleichermaßen in ihren anderen literarischen Werken äußert.
Wie in The Ballad of the Sad Café wird auch in A Tree, a Rock, a Cloud die Austauschbarkeit des Objektes einer derartigen egoistischen Liebe nachdrücklich hervorgehoben. Eine solche Liebe ist an keine bestimmte Person oder keinen besonderen Gegenstand gebunden, sie kann sich auch auf ein totes oder im Grunde nicht mögliches Objekt beziehen. So erklärt der alte Mann nachdrücklich, alles oder jeden lieben zu können, sei es nun ein Goldfisch, ein Vogel oder ein fremder Reisender auf der Straße (S. 156) oder gar, wie es völlig anspruchslos in der Titelzeile der Geschichte heißt, „ein Baum, ein Felsen, eine Wolke“(S. 155). Dem alten Mann zufolge beginnt die mit wissenschaftlicher Technik entfaltete Liebe gleichsam wie in einem Baukasten eben hier.
Auf eine entsprechende Frage des Jungen hin bezeichnet der alte Mann jedoch zögerlich und verlegen eine Frau als den letzten Schritt in seiner Wissenschaft („last step in my science“, S. 156), für den er allerdings noch nicht bereit sei. Das Scheitern seiner Liebesbeziehung mit seiner früheren Frau, die ihn verlassen hat, erklärt er damit, dass er fälschlicherweise mit dem falschen Ende der Liebe („the wrong end of love“, S. 155), d. h. dem Höhepunkt, begonnen habe. Seine Technik bzw. Theorie des „richtigen“ Ablaufs der Liebe zeigt sich indes einzig als Rationalisierung bzw. Verdrängung seines frustrierenden Erlebens einer unerfüllten Liebe; die einstige Geliebte wird vage an das Ende einer „imaginären Stufenleiter“ gestellt, damit er sich vorerst mit weniger zufriedengeben kann.
Der symbolträchtige, auf transzendentalistische Leitbilder verweisende Titel macht zugleich McCullers Sichtweise der Vergänglichkeit der Liebe („prominent transient“-ness, S. 149) deutlich, wie sie durch Leos knappen Kommentar und die weitergehende Aussage des alten Mannes unterstrichen wird, der über sich sagt: „I graduated from one thing to another [...] And now I am a master“ (S. 155 f.).
Darüber hinaus wird in den weiteren Mitteilungen des alten Mannes die Nebensächlichkeit und Austauschbarkeit der Partnerin bzw. des Objektes seiner Liebe akzentuiert und die rein funktionale, nur dem selbstsüchtig Liebenden nützende Rolle dieser einseitigen Liebe hervorgehoben. Seine nachfolgende Feststellung versinnbildlicht die bloße Funktionalität einer solchen Liebe nochmals mit der technisch-kalten, (pseudo-)wissenschaftlich rationalen Metapher des „Montagebandes für die Seele“ („something like an assembly line for my soul“, S. 151). Allerdings bringt Carson McCullers anders als in The Ballad of the Sad Café ihre nihilistische Sichtweise der Liebe in A Tree, a Rock, a Cloud nicht mit allerletzter Konsequenz zum Ausdruck: Das Verhalten der Frau, die den alten Mann mit einem anderen verlassen hat und damit das Vagabundentum und die Mitteilungssucht des Alten ausgelöst hat, erhält hier im Nachhinein einen Sinn bzw. eine Rechtfertigung, da sie sich einzig an die theoretischen Regeln ihres Ehemannes gehalten hat. Somit kann dieser sich aufgrund seiner eigenen Rationalisierungsversuche schlussendlich nicht als abgewiesenes Opfer seiner gescheiterten ehelichen Beziehung begreifen.
In unerschüttertem Glauben an seine Lebenslüge verlässt der alte Mann offensichtlich völlig mit sich und seiner Welt zufrieden („happy“, S. 147) das Café mit einem strahlenden Lächeln („bright smile“, S. 156), um seine Reise und Suche nach weiteren alltäglichen Objekten für seine Liebe voller Optimismus fortzusetzen. Das offene Ende der Kurzgeschichte kündigt hier gleichzeitig das Lebensgefühl der Beat Generation der 1950er Jahre an.
Die Botschaft des alten Mannes richtet sich an die gleichermaßen zentrale Figur des Zeitungsjungen, der dazu beiträgt, seine Perspektive oder Ansicht brechen bzw. schwächen: Die verständnislosen Fragen des Jungen bringen deutlich zum Ausdruck, dass er in seiner Kindlichkeit von einer derartigen Kommunikation oder Belehrung überfordert ist.
Mit den nahezu orakelhaften Worten „He is a minor“ (S. 148) stellt sich ebenso Leo halb warnend, halb beschützend vor ihn. Offenkundig sind die Mitteilungen des alten Mannes für den Jungen in seiner noch kindlichen Lebens- und Erfahrungswelt „phony“ („unecht“); er ist nicht fähig oder bereit, den Sinn der Aussagen des alten Mannes zu erfassen.
Als er in seiner Verlegenheit und Unsicherheit nach dem Namen der Frau fragt, erhält er beispielsweise die Antwort: „I called her Dodo. But that is immaterial“. (dt. „Ich habe sie Dodo genannt. Aber das spielt keine Rolle“, S. 151). In der alptraumhaft-impressionistischen Erinnerung und Wahrnehmung des alten Mannes hat die Frau also keinerlei Individualität, ist bloß ein beliebig austauschbares Objekt; eine solche Sichtweise bleibt dem Erfahrungs- und Verständnishorizont des Jungen natürlich verschlossen.
Ebenso stößt seine Frage, ob der alte Mann die Frau jemals wiedergesehen habe, auf dessen Gleichgültigkeit oder Unverständnis; die aus der kindlichen Sicht des Jungen durchaus ernst gemeinte Frau kann den alten Mann in seiner platonisch-imaginären Vorstellungswelt nicht berühren. Die beiden Gesprächspartner reden völlig aneinander vorbei; der zum Monolog des alten Mannes degenerierte Dialog der beiden veranschaulicht letztlich einzig die mangelnde wechselseitige Kommunikations- bzw. Verständnisfähigkeit der beiden Protagonisten.
Auf diese Weise greift Carson McCullers in A Tree, a Rock, a Cloud ebenso das grundsätzliche Thema der Einsamkeit des Menschen in der modernen amerikanischen Gesellschaft auf. Neben der Einsamkeit des alten Mannes, der seit elf Jahren seine Frau sucht, steht die Einsamkeit des alterslosen Café-Betreibers Leo, der in seinem „all-night café“ (S. 147) zu einem „critic of craziness“ (dt. „Kritiker des Verrückheit“, S. 157) geworden ist. Ebenso einsam verlässt auch der heranwachsende Junge, der noch „neu auf seiner Zeitungsrunde“ („new on the paper round“, S. 152) ist, am Ende das Café; die aus der unerfüllten bzw. unerwiderten Liebe des alten Mannes resultierende Einsamkeit wirkt derart über das Ende der Geschichte hinaus nach.
Strukturell folgt A Tree, a Rock, a Cloud dem „Grundschema der Umsetzung literarischer Vorbilder in die spezifisch McCullersche Erfahrungs- und Bilderwelt“. In thematischer Hinsicht beinhaltet dies den „Dreisprung von These, Antithese und Synthese, von isoliertem Ich, der fruchtlosen Begegnung zwischen Ich und Welt und dem Rückzug des um eine Erfahrung bereicherten Ich auf sich selbst“. Mit dieser „science of love“ und der entsprechend angepassten, seltsam unbeseelten Metaphorik in der Kurzgeschichte wird eine Form der Liebe stilisiert, die allein auf Selbstbefriedigung und damit auf keine bestimmte Person bzw. auf kein bestimmtes Objekt gerichtet ist, da sie keiner individualisierbaren Erwiderung oder wechselseitigen Erfüllung bedarf.
Auch der Titel der Kurzgeschichte lässt sich im Sinne eines thematischen Dreisprungs verstehen; mit den Schlüsselwörtern tree, rock, cloud ergibt sich nämlich eine „Progression von der belebten zur unbelebten Natur und von dieser wiederum zum Bereich des Überiridischen, etwa in die Welt des Traumes, der Illusion, in das Wolkenkuckucksheim der Lebenslüge“, die es dem alten Mann erlaubt, selbstzufrieden weiterzuleben, wenn auch „leer“, d, h, ohne einen Lebensinhalt, der Hoffnung bedeuten könnte.

## Wirkungsgeschichte
Das Café als Interieur bzw. Schauplatz des Geschehens zählt zum Standard-Repertoire im literarischen Werk von Carson McCullers als ein Ort menschlicher Wärme oder Kommunikation wie auch der Selbstfindung. In gleicher Weise gehört der Café-Besitzer zu den wiederkehrenden Personen in der fiktiven Welt der Autorin. Hier zeigt sich allerdings Leo, anders als der kontemplativ-mitleidende Biff Brannon in The Heart is a Lonely Hunter als „verbitterter und geiziger“ („bitter and stingy“, S. 147 und 152) Zyniker, der immer wieder versucht, das Gespräch zwischen dem alten Mann und dem Zeitungsjungen zu stören oder gar zu unterbinden.
Indem er jedoch im Schlussteil der Geschichte die Frage des Jungen nach einer Trunkenheit bzw. Rauschgiftsucht des alten Mannen explizit und die nach einer möglichen Verrücktheit implizit durch Schweigen verneint, verleiht er damit dem Gespräch am Ende eine Art von Authentizität. In dieser Erzählfunktion stellt Leo eine männliche Reinkarnation bzw. moderne Version von Thomas Manns Sesemi Weichbrodt in den Buddenbrooks dar, die mit ihrem abschließenden affirmativen „Es ist so!“ die Echtheit des Erzählten bezeugt.
Der Titel der Kurzgeschichte enthält eine Anspielung auf Thomas Wolfes Gedicht A Leaf, a Stone, a Door aus Look Homeward, Angel. A Story of the Buried Life. (Schau heimwärts, Engel. Eine Geschichte vom begrabenen Leben, 1929).
Strukturell sind ebenso vor allem im Hinblick auf die Perspektive des adoleszenten Protagonisten Parallelen zwischen A Tree, a Rock, a Cloud und Ernest Hemingways Kurzgeschichte The Killers zu erkennen. Ähnlich wie Hemingway nutzt auch McCullers die Metaphorik des Cafés sowie des Regens in A Tree, a Rock, a Cloud und setzt gleichermaßen stilistische Mittel äußerst ökonomisch und wirkungsvoll ein. Mit ihrem Hang zur ausdruckskargen „dead pan“-Technik („I am talking about love“, S. 150) und dem lapidar-großzügigen Umgang mit der Zeit („And just forget those two years“, S. 152) zeigt Carson McCullers in dieser Erzählung gleichfalls Ähnlichkeiten zu Hemingway.
Im Hinblick auf die Verknüpfung des Zeitungs- und „Speakeasy“-Milieus mit dem didaktischen Motiv bzw. Thema der Lebensbewältigung finden sich hingegen in A Tree, a Rock, a Cloud literaturgeschichtlich Anlehnungen an Nathanael Wests Miss Lonelyhearts (1933).
Die Thematik der unerfüllten Liebe, des Scheitern der zwischenmenschlichen Verständigung und der grundlegenden Einsamkeit des Menschen in der modernen Welt greift Carson Mccullers selber in ihrem Kurzroman The Ballad of the Sad Café (1951) sowie in ihrem Roman The Member of the Wedding (dt. Das Mädchen Frankie, 1946) wieder auf. Hier gestaltet sie ihr Thema indes weniger abstrakt bzw. komplexer und lebensvoller, verstärkt jedoch zumindest in The Ballad of the Sad Café die in A Tree, a Rock, a Cloud angelegten nihilistischen Tendenzen.
A Tree, a Rock, a Cloud hatte seinerseits erheblichen Einfluss auf Albees The Zoo Story (1958). Thematisch geht es in Albees Einakter ebenso um die Einsamkeit und das Wesen der (unerwiderten) Liebe bzw. die frustrierende Erfahrung der Scheiterns einer Liebesbeziehung. Auch strukturell zeigen sich Übereinstimmungen oder Parallelen in Albees Kurzdrama, der sich zuvor intensiv mit dem Werk Carson McCullers beschäftigt hatte. So überfällt Jerry, der Protagonist in The Zoo Story, seinen Gesprächspartner ebenso unvermittelt mit seiner monologartig dargebotenen Geschichte wie der alte Mann in Ein Baum, ein Felsen, eine Wolke; zudem weist Jerrys Geschichte zahlreiche inhaltliche Gemeinsamkeiten und intertextuelle Bezüge zu McCullers Erzählung auf.
In gleicher Weise wie der alte Mann mit seiner „science of love“ in Carson McCullers Kurzgeschichte ist der Protagonist Jerry in Albees Die Zoogeschichte davon überzeugt, dass die Fähigkeit zur Liebe erst durch die allmähliche Steigerung der Zuwendung von unbelebten Objekten hin zu menschlichen Wesen erlernt bzw. entwickelt werden müsse.

## Adaptionen
A Tree, a Rock, a Cloud lieferte 1978 die literarische Vorlage für einen 19-minütigen Kurzfilm mit Dana Andrews als Hauptdarsteller.

## Sekundärliteratur
- Klaus-Jürgen Popp: Carson McCullers, ”A Tree, a Rock, a Cloud“ (1942). In: Peter Freese (Hrsg.): Die amerikanische Short Story der Gegenwart: Interpretationen. Schmidt Verlag, Berlin 1976, ISBN 3-503-01225-7, S. 48–54.